# Belpre (Ohio)
Belpre es una ciudad ubicada en el condado de Washington en el estado estadounidense de Ohio. En el Censo de 2010 tenía una población de 6441 habitantes y una densidad poblacional de 697 personas por kilómetro cuadrado.

## Geografía
Belpre se encuentra ubicada en las coordenadas 39°16′50″N 81°35′32″O / 39.28056, -81.59222. Según la Oficina del Censo de los Estados Unidos, Belpre tiene una superficie total de 9.24 km², de la cual 9.03 km² corresponden a tierra firme y (2.33 %) 0.21 km² es agua.

## Demografía
Según el censo de 2010, había 6441 personas residiendo en Belpre, y su densidad de población era de 697 hab./km². De los 6441 habitantes, Belpre estaba compuesto por el 94.74 % de blancos, el 2.1 % de afroamericanos, el 0.23 % de amerindios, el 0.39 % de asiáticos, el 0.06 % de isleños del Pacífico, el 0.2 % de otras razas, y el 2.28 % de dos o más razas. Del total de la población, el 0.79 % eran hispanos o latinos de cualquier raza.